# 華城リチウム電池工場火災
華城リチウム電池工場火災（ファソンリチウムでんちこうじょうかさい）とは、2024年6月24日に韓国京畿道華城市に位置するアリセルのリチウム電池工場で発生した火災である。この火災により23人が死亡、8人が負傷し、死傷者の多くは中国国籍であった。

## 背景
韓国は少子化にあえいでおり、製造業など一部の業種に限定して外国人による単純労働を認める「雇用許可制」を敷いていた。2023年時点における外国人労働者は就業者全体の3％にあたる約92万人だった。一方、劣悪な労働環境で働かされる場合も多く、「危険の外注化」（韓国紙）を懸念する声が上がっていた。

## 火災の経過

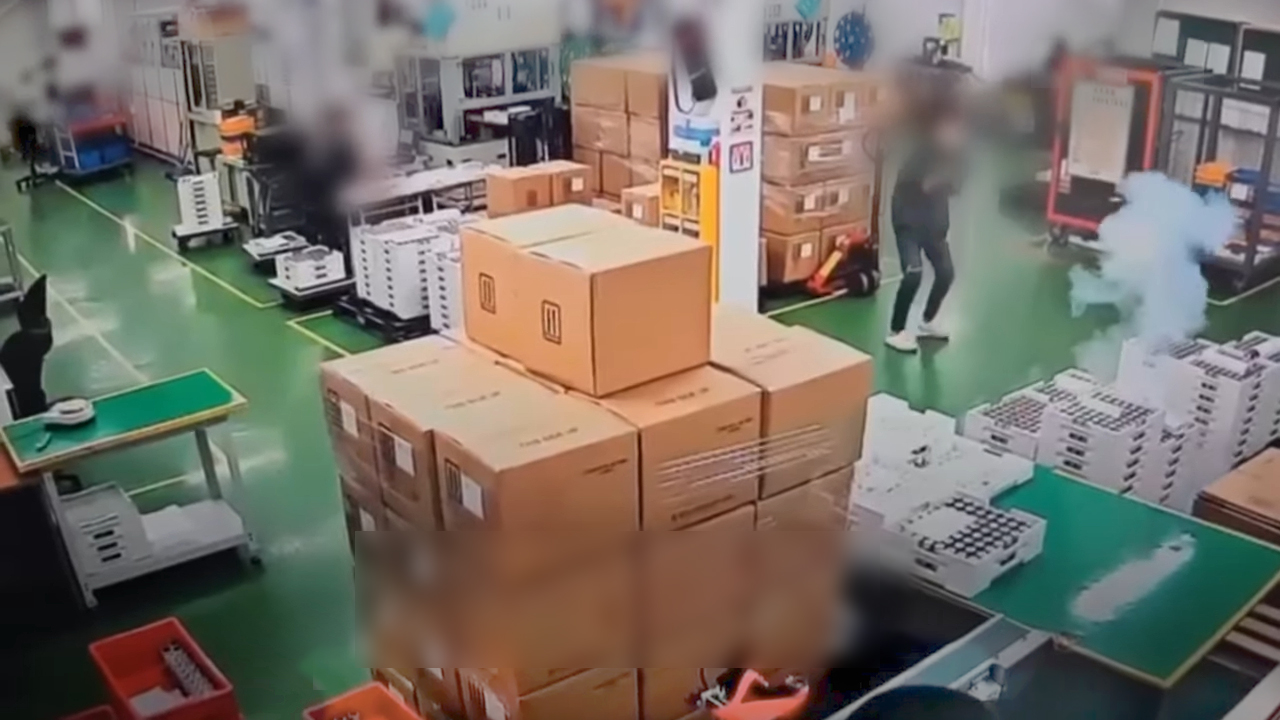
発火の瞬間を映した防犯カメラのキャプチャ

2024年6月24日の韓国標準時午前10時31分頃に電池35000個以上が保管されていた電池工場の2階にあった倉庫から爆発が連続して発生した。工場内に保管されていた電池はリチウムを始めとした可燃性の素材を使用したもので、火は直ぐに広まった。工場内では複数の爆発が発生し、白い煙に包まれた。最初の爆発時に倉庫内では100人前後の従業員が作業していた。この火災の結果屋根の大部分は崩落し、爆発の威力により周囲はコンクリートの破片が散らばっていた。

火災現場には機材50台と145人の人材が駆けつけ、午後3時10分頃には鎮火した。

## 被害
華城市の消防当局によると、工場の2階にいた中国籍従業員18人、韓国籍従業員2人、そしてラオス国籍の従業員1人が犠牲になったと発表した。消防当局幹部のチョ・スンホの発表によると、犠牲者の多くは工場の構造に不慣れな期間従業員で、火傷ではなく煙に巻かれて死亡した。また、チョは煙の毒性が強く、1・2回吸引しただけで15秒ほどで死亡したと推測している。
火事の勢いが強かった為、遺体の身元確認に時間を要した。工場で行方不明になった人物を捜索するために彼らが所持していた携帯電話が発する電波が用いられた。当局関係者は犠牲者が階段を使って逃げることは出来なかったと推測している。火災現場からは22人の遺体が運び出され、別の1人がその後搬送先の病院で死亡した。
その他8人が負傷し、この内2人はII度熱傷と診断された。また、1人が未だ行方不明である。

## 捜査
労働安全の法律違反の疑いで工場の関係者3人が捜査を受けている。
外国人に対する不法派遣を受けたという事実が明らかになり論難になった。

## 反応
火災発生の当日、尹錫悦大統領や邢海明駐韓中国大使が火災現場を訪れ、犠牲者へ哀悼の意を示した。また尹大統領は火災原因の捜査をするよう指示した。
アリセル社のCEOのパク・スンカンは火災発生の翌日に謝罪し、被害者への哀悼の意を示した。またパクは捜査に全面的に協力すると発表した。